# パルティータ (バッハ)
6つのパルティータ（クラヴィーア練習曲第1巻）BWV  825-830（Sechs Partiten, Erster Teil der Klavierübung BWV 825-830）は、ヨハン・ゼバスティアン・バッハが作曲したクラヴィーアのための曲集。

## 概要
イギリス組曲、フランス組曲とあるバッハの一連のクラヴィーア組曲集の集大成にあたり、またバッハの数多くの作品の中で最初に出版された曲集である。
1726年に第1番、1727年に第2番と第3番、1728年に第4番、1730年に第5番と第6番を個別印刷。1731年に修正の上に合本とし「クラヴィーア練習曲集第1巻（第1部）」「作品1」と付した。クラヴィーア練習曲集は第4巻までシリーズ化されたが、作品番号は「第2巻」以降の出版作品には採用されなかった。
楽譜扉には次のような表題がある:

クラヴィーア練習曲集。プレリュード、アルマンド、クーラント、サラバンド、ジーグ、メヌエット、その他の典雅な楽曲を含む。愛好人士の心の憂いを晴らし、喜びをもたらさんことを願って、ザクセン＝ヴァイセンフェルス公宮廷現任楽長ならびにライプツィヒ市音楽監督ヨハン・ゼバスティアン・バッハ作曲。作品Ｉ。自家蔵版。1731年。
なお、「クラヴィーア練習曲集」及び「パルティータ」の名称は、前代のライプツィヒ聖トーマス教会音楽監督（トーマスカントル）、クーナウ（Johann Kuhnau, 1660-1722）の「新クラヴィーア練習曲集（Neue Klavierübung, I: 1689年; II: 1692年）」に倣ったものである。「練習曲（Übung）」の含意は不詳だが、今日にいう演奏技巧習得のための機械的課題や性格的小品とは関係がない。

## 楽曲

### 特徴
導入楽章を持つことはイギリス組曲と共通するが、パルティータの導入楽章はそれぞれ異なった名称を持っている。前奏曲をプレリューディウム、プレアンブルムと言い換えていることから、これは意図的な趣向と考えられる。
古典舞曲に占めるイタリア式（アレマンダ、コレンテ、ジーガ。特にコレンテ）の割合が増え、ガラントリー（典雅な舞曲）のカプリッチョ、アリア、ブルレスカ、スケルツォ、テンポ・ディ・ガヴォッタ、テンポ・ディ・ミヌエッタ等もまたイタリア風の名称である。市田儀一郎は「このパルティータが強く「イタリア趣味」に傾斜し、どちらかと言えば「イタリア組曲」とよんだ方が妥当と思われる。しかしバッハが単に趣味上の傾向に走ったのではなく、あくまで堅牢で揺るぎない構成感覚に裏打ちされ、それらが高度の円熟した技法で処理されており、バロック組曲の総括としてこれらのパルティータが遥か高峰に聳える位置を占めていることが納得されるのではなかろうか」と記している。

### 第1番変ロ長調BWV 825
ケーテン侯レオポルトの嫡子の誕生祝いとして献呈。
1. プレリューディウム（前奏曲）（Preludium）
2. アルマンド （Allemande）
3. コレンテ （Corrente）
4. サラバンド （Sarabande）
5. メヌエット1 （Menuett 1）
6. メヌエット2 （Menuett 2） メヌエット1のトリオ。
7. ジーガ（ジーグ)（Giga, Gigue）

### 第2番ハ短調BWV 826
1. シンフォニア （Sinfonia）
2. アルマンド （Allemande）
3. クーラント （Courante）
4. サラバンド （Sarabande）
5. ロンドー （Rondeaux）
6. カプリッチョ （Capriccio）

### 第3番イ短調BWV 827
「アンナ・マグダレーナ・バッハのための音楽帳」に初稿がある。
1. ファンタジア（幻想曲） （Fantasia）
2. アルマンド （Allemande）
3. コレンテ （Corrente）
4. サラバンド （Sarabande）
5. ブルレスカ （Burlesca） メヌエットから改称。
6. スケルツォ （Scherzo）
7. ジーグ （Gigue）

### 第4番ニ長調BWV 828
1. ウーヴァテューレ（序曲） （Ouverture）
2. アルマンド （Allemande）
3. クーラント （Courante）
4. アリア （Aria）
5. サラバンド （Sarabande）
6. メヌエット （Menuett）
7. ジーグ （Gigue）

### 第5番ト長調BWV 829
1. プレアンブルム（前奏曲） （Preambulum）
2. アルマンド （Allemande）
3. コレンテ （Corrente）
4. サラバンド （Sarabande）
5. テンポ・ディ・ミヌエッタ （Tempo di Minuetta）
6. パスピエ （Passepied）
7. ジーグ （Gigue）

### 第6番ホ短調BWV 830
「アンナ・マグダレーナ・バッハのための音楽帳」に初稿がある。
1. トッカータ （Toccata）
A-B-A’の三部形式。Bの部分は3声のフーガ。
2. アレマンダ （Allemanda）
ニ部形式。
3. コレンテ （Corrente） BWV1019a（第1稿）の第3楽章を転用。
A-B-A’の三部形式。
4. エール（エアー） （Air）
二部形式。
5. サラバンド （Sarabande）
二部形式。
6. テンポ・ディ・ガヴォッタ （Tempo di Gavotta） BWV1019a（第1稿）の第5楽章を転用。
二部形式。ニ声のガヴォット。
7. ジーグ （Gigue）
二部形式。3声のフーガ。